# 烏魯馬科
11°12′N 70°15′W / 11.200°N 70.250°W

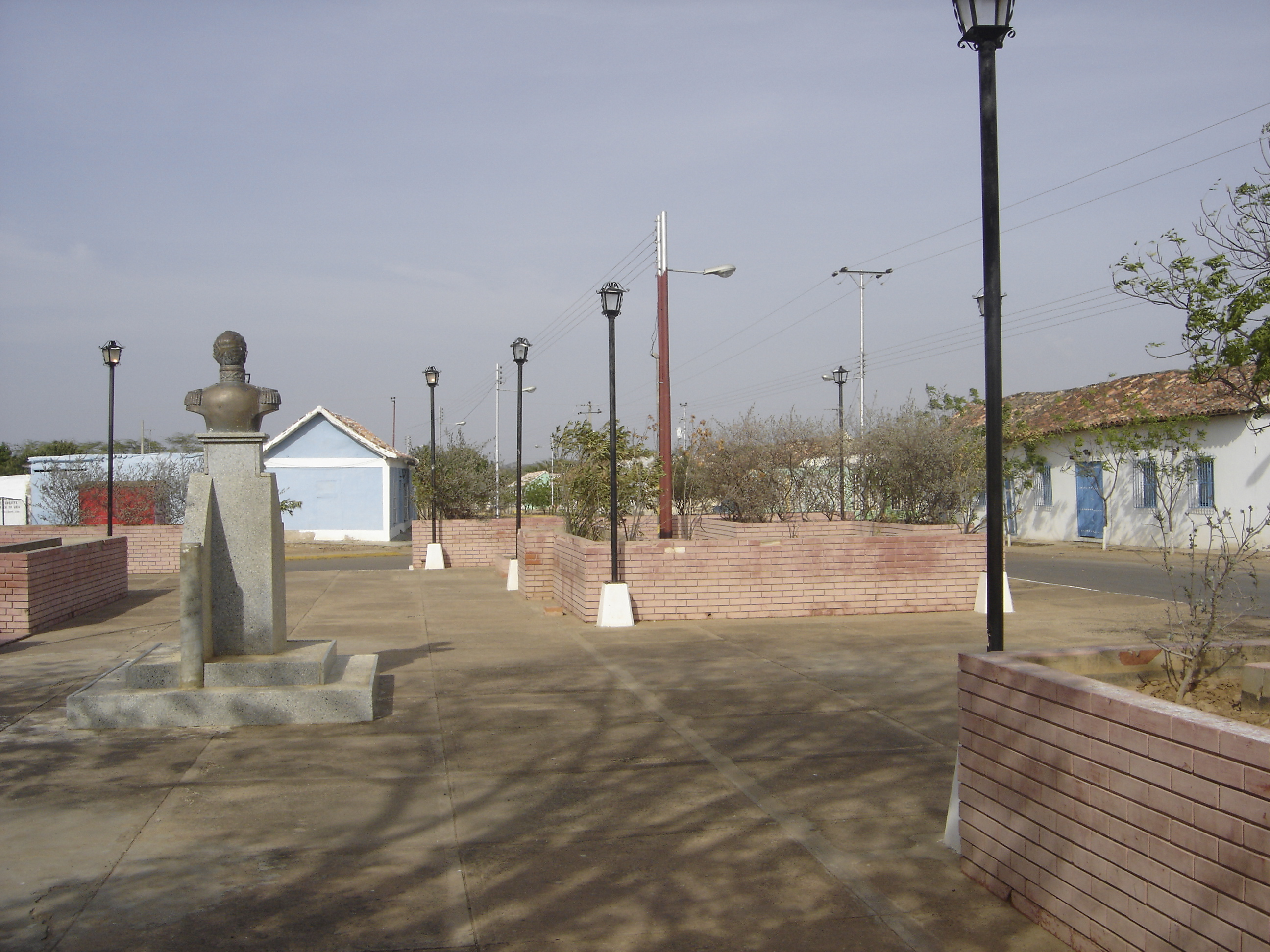
烏拉馬科街景

烏魯馬科（西班牙語：Urumaco）是委內瑞拉西北部法爾孔州（Falcón）的一個市鎮，其化石蘊藏在世界佔很重要的地位。由於鎮所在地區的沙漠气候，所以化石沒有被植被所覆蓋。當初，地質學家其實是在找尋石油的過程無意中發現化石，而後來古生物學家更發現原來烏魯馬科是整個南美洲北部化石藏量最豐富的地方。